# Marienchor Eupen
Der Königliche Männergesangsverein Marienchor Eupen 1905 (Abk.: Kgl. MGV Marienchor Eupen 1905, Kurzform: Marienchor Eupen) ist ein Männerchor mit Sitz in Eupen in der Deutschsprachigen Gemeinschaft der Provinz Lüttich in der Wallonischen Region. Er wurde 1905 von Robert Mommer als „Marienchor der Klosterkirche“ mit 23 Sängern gegründet und erhielt 1955 die Ehrenverleihung als „Königliche Gesellschaft“. Sein Repertoire umfasst vor allem die sakrale und die weltliche Chormusik sowie Chormusik zu besonderen Anlässen wie Chorwettbewerbe, Jubiläen, Karnevalsveranstaltungen oder Weihnachtsfeiern. Seit 1926 ging aus dem Marienchor das mehrfach ausgezeichnete „Männerquartett“ als Soloquartett hervor, das sich später zu einem eigenständigen Chor entwickelte.

## Geschichte

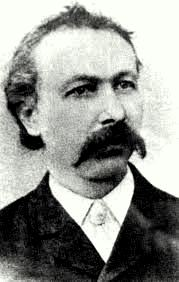
Robert Mommer, Gründer des Marienchors der Klosterkirche

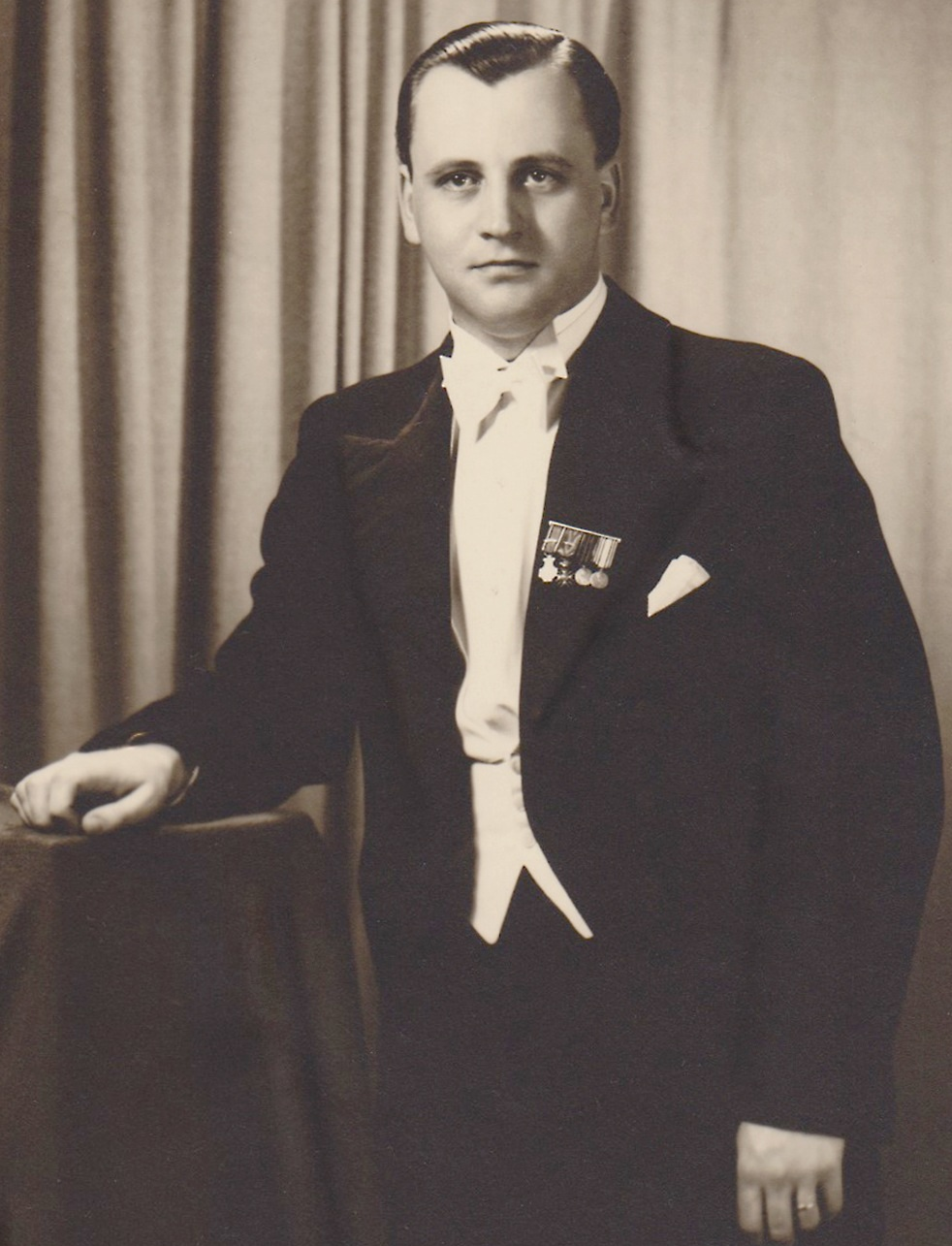
Willy Mommer, junior

Ende des 19. Jahrhunderts existierte in Kettenis bei Eupen der „Männergesangsverein Liedertafel“, in dem es ab 1901 zu internen Querelen mit Rück- und Austritten gekommen war. Zur gleichen Zeit war an der Klosterkirche zur Unbefleckten Empfängnis in Eupen der Organist Robert Mommer tätig, der ebenfalls Mitglied und Dirigent der Liedertafel war. Da bis zu diesem Zeitpunkt keine Chorbegleitung bei den Messfeiern an der Klosterkirche vorgesehen war, nahm Mommer die Gelegenheit wahr und gründete am 29. August 1905 zusammen mit 23 weiteren, anlässlich der zuvor genannten Querelen, ausgetretenen Mitgliedern der Liedertafel den „Marienchor der Klosterkirche“, dessen vorrangige Aufgabe es sein sollte, den kirchlichen Gesang an der Kirche zu pflegen und zu fördern. Zugleich fanden sich bereits einige Gesangsspezialisten, die als Solo- oder Doppelquartett kammermusikalisch auftraten.
Nach dem Ersten Weltkrieg stieg die Mitgliederzahl des Chores bis 1920 auf rund 50 Sänger an und der Marienchor schloss sich daraufhin dem Gesamtverband der katholischen Vereine an. Die Höhepunkte der 1920er-Jahre waren die erste größere Konzerttournee nach Trier, Koblenz und Bad Godesberg im Jahr 1922, zwei Jahre später die erste Teilnahme an einem Bundessingen in Dülken und 1928 das erste große Auftreten bei einem Openair-Festival auf dem Grand-Place/Grote Markt in Brüssel. Zwischen 1940 und 1944 wurden während des Zweiten Weltkriegs die öffentlichen Auftritte größtenteils eingeschränkt oder gar eingestellt.
Zehn Jahre nach Wiederaufnahme der Choraktivitäten erhielt der Marienchor im Jahr 1955 die Ernennung zum „Königlichen Männergesangsverein Marienchor Eupen“. Im gleichen Jahr wurde der Chor als außerordentliches Mitglied im Schubertbund Siegburg aufgenommen, woraus sich eine über die Jahre hinweg intensive Zusammenarbeit entwickelte. Mit dem Auftritt im Rahmen der Expo 58 in Brüssel und einem weiteren in Antwerpen sowie einem speziellen Wertungskonzert erhielt der Marienchor im Jahr 1958 die Zulassung, dass ausgewählte Konzerte oder Konzertmitschnitte des Chores vom Belgischen Rundfunk (BRF) übertragen werden durften. Bereits ein Jahr später wurde die von Willy Mommer, junior komponierte „Missa Festiva“ in der Eupener Kirche St. Nikolaus uraufgeführt und im BRF direkt übertragen. Zahlreiche weitere Rundfunkaufnahmen und Einspielungen folgten in den nächsten Jahrzehnten. Im Jahr 1963 folgte der Marienchor eine Einladung nach Salzburg, wo er zusammen mit dem Bariton Walter Raninger (1926–1996) im Mozarteum einen Schubertabend gestaltete.
Durch den Beitritt in den Verband Födekam Ende 1977 konnte der Aktionskreis des Chores noch wesentlich erweitert werden. Dadurch konnten Teilnahmen an internationalen Chorfestivals möglich gemacht werden, so unter anderem am Chorfestival Kerkrade (1980), am Bartok-Kodaly-Festival in Budapest (1981), am Chorfest Köln (1982), am Schumann-Festival Düsseldorf (2006), an der Internationalen Chorbiennale in Aachen (2009, 2011, 2019) sowie am Open-Limburgs-Korenfestival in Roermond (2019).
Weitere Einladungen zu Gastauftritten führten den Marienchor nach Wales (1984), nach Amsterdam (1988), nach Tschechien mit Auftritten in Prag und in Uherský Brod im dortigen Comenius-Museum (1989, 2013), in den Elsass (2017), in das Allgäu (1995), und als Rahmenprogramm zu den Bregenzer Festspielen (2001, 2007, 2013). Größte Aufmerksamkeit erhielten die Auftritte im Lütticher Sportpalast vor mehr als 35.000 Zuschauern als Gefangenenchor anlässlich der Nabucco-Aufführungen 1985 und 1991 sowie im Rahmen der Aufführung Des Fliegenden Holländers im Jahr 1995. Ein weiterer Höhepunkt war im Jahr 2003 die Gestaltung des Weihnachtskonzerts im Königlichen Palast in Brüssel vor der belgischen Königsfamilie und ausgewählten Gästen.
Seit Beginn der Einführung eines so genannten Klassifizierungssingens im Jahr 1970 nahm der Marienchor bis auf das Jahr 1994 regelmäßig an diesen turnusmäßigen Veranstaltungen teil. Diese sind ausschlaggebend für die Vergabe von Subventionen und wurden zunächst durch die „Fédération musicale de la Province de Liège“ und durch das Kulturamt des Kulturministeriums und seit 1982 durch die Födekam organisiert. Mit einem Pflicht- und Kürprogramm wurden und werden nach wie vor die teilnehmenden Chöre in den Kriterien „Ensemble, Intonation, Rhythmus, Diktion, Vortrag“ bewertet und anschließend entsprechend der vergebenen Punktzahl in drei Leistungskategorien und einer Exzellenzklasse eingeteilt. Dabei erreichte der Marienchor erstmals 1974 die Aufnahme in die 1. Kategorie und 1982 in die Exzellenzklasse, die sie seitdem erfolgreich verteidigen und darüber hinaus in den Jahren 1998 und 2010 mit dem Zusatzprädikat „Amateurkunstensemble mit besonderer künstlerischer Auszeichnung“ gewinnen konnte.

### Chorleiter
- 1905–1907: Robert Mommer (1844–1908), Organist und Gesangslehrer, Gründer des Marienchores der Klosterkirche
- 1907–1943: Willy Mommer, senior (1882–1943), Organist und Kammermusiker
- 1943–1946: Hubert Mommer (1896–1987), Organist und Chorleiter,
- 1946–1972: Willy Mommer, junior (1921–1972), Konzertpianist und Komponist, Neugründer des Kgl. Männerquartetts Eupen
- 1972–1997: Ferdinand Frings (1934–1999), Opernsänger und Gesangspädagoge
- 1997–2018: Heinz Piront, Religions- und Musiklehrer, Kirchenmusiker
- seit 2019: Paul Voncken (* 1960), Organist, Chor- und Orchesterleiter

### Königliches Männerquartett Eupen

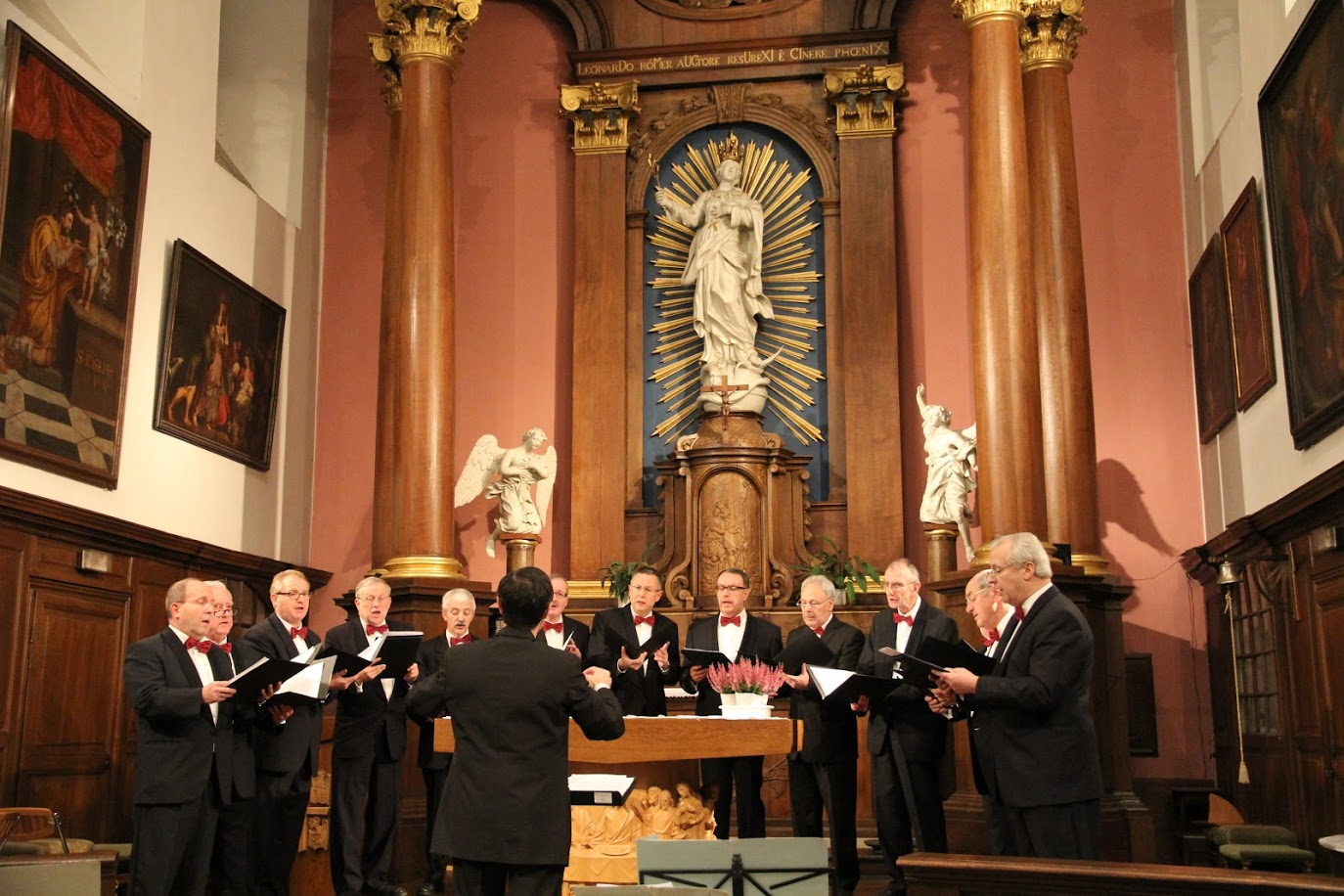
Männerquartett 2012, Dirigent Ludo Claesen

Bereits in den Anfangsjahren des Marienchores kristallisierten sich aus den Reihen der Chormitglieder einige besonders begabte Sänger heraus, die sich als Solo- oder Doppelquartett mit einem eigens dafür zugeschnittenen Programm zusammengeschlossen hatten. Schnell stellten sich Erfolge ein und das Doppelquartett errang beispielsweise 1907 den Ehrenpreis der Stadt Aachen und das Soloquartett 1913 in Heerlen den Ehrenpreis der Königin der Niederlande sowie 1919 im belgischen Halle.
Durch Sterbefälle und den Ersten Weltkrieg inaktiv geworden wurde das Soloquartett 1926 von Willy Mommer, senior, als „Eupener Männerquartett“ neu gegründet und konnte noch im gleichen Jahr die Medaille der Republik Frankreich beim Wettbewerb für Solo- und Männerquartette in Paris gewinnen. In den Jahren 1958, 1959 und 1963 gehörte das im Jahr 1951 zum 25. Jubiläum ebenfalls mit dem Titel „königlich“ geehrte Männerquartett unter Willy Mommer, junior, dreimal zu den ersten Preisträgern beim Internationalen Chorwettbewerb „Concorso Polifonico Internazionale‚ Guido d'Arezzo‘“ in Arezzo/Italien. In den 1960er und 1970er Jahren folgten mehrere Schallplattenaufnahmen des Männerquartetts, das im Jahr 1976 sein 50-jähriges Bestehen, nunmehr als „National-Vokalensemble Willy Mommer – Königliches Männerquartett Eupen“, feiern konnte.
Obwohl das Männerquartett noch 1998 und 2010 beim Klassifizierungssingen in die Exzellenzklasse gewertet worden war, konnte unter anderem aufgrund des Nachwuchsmangels dieses Niveau auf Dauer nicht mehr gehalten werden. Nachdem ab 2014 die Aktivitäten zurückgefahren wurden und im Jahr 2015 eine Teilnahme am Wertungssingen nicht mehr erfolgte, stellte der Chor seine Sangesaktivitäten ein.

#### Dirigenten (nach der Neugründung)
- 1926–1943: Willy Mommer, senior
- 1945–1972: Willy Mommer, junior
- 1972: Erwin Bodem (ad interim)
- 1972–1974: Jože Fürst
- 1974–1992: Hubert Schoonbroodt
- 1992–1999: Jean-Marie Cremer
- 1999–2016: Ludo Claesen

## Diskografie

### Marienchor (Auswahl)
- Chormusik aus Zeit und Welt, Kgl. MGV Marienchor Eupen, Ltg. Willy Mommer, 1968
- Weihnachten in der Stadt, Kgl. MGV Marienchor Eupen, Solisten: Jacqueline Jacobs (Mezzosopran), Hans-Georg Reinertz (Orgel), Miel Delnoye (Querflöte), Ltg. Ferdinand Frings, 1978
- A capella, Kgl. MGV Marienchor Eupen, Ltg. Ferdinand Frings, 1993
- Die Eupener Komponistenfamilie Mommer,  Kgl. MGV Marienchor Eupen, Ltg. Ferdinand Frings, 1997
- O magnum mysterium,  Kgl. MGV Marienchor Eupen, Solisten: Sabine Conzen (Sopran), Ltg. Heinz Piront, 2004
- Appellation Controllée, Kgl. MGV Marienchor Eupen, Solisten: Hilde Coppé (Sopran) und Florian Prey (Bariton), Ltg. Heinz Piront, 2005

### Männerquartett (Auswahl)
- Kgl. Eupener Männerquartett, DNB/NDB (Belgische Nationaldiskothek) 30.001, Studio FONIOR, Brüssel, 13. Juni 1964
- Kgl. Männerquartett Eupen, DNB/NDB (Belgische Nationaldiskothek) 30.005, Studio FONIOR, Brüssel, 22. Januar 1966
- Kgl. Männerquartett Eupen, KME 503, Studio FONIOR Brüssel, 10. Februar 1968
- Weihnachten in aller Welt, Kgl. Männerquartett Eupen und seine Solisten, KME 504, ohne Aufnahmeort und -datum.
- Musikalische Kostbarkeiten der Renaissance und Chormusik aus aller Welt – Aus der Schatztruhe des Volksliedes, KME 505, Studio FONIOR Brüssel 27. Juni 1970 (in Zusammenarbeit mit dem Ministerium für Kultur)
- Chorwerke aus 4 Jahrhunderten, Seite 1: Von der Motette zum romantischen Chorlied, Seite 2: Volkslieder in aller Welt, KME 507, Aufnahme: Eupen, November 1971 (in Zusammenarbeit mit dem Kulturministerium, Kulturamt für die deutschsprachige Gegend)
- Chorwerke aus 4 Jahrhunderten, Seite 1: Vom Madrigal zum Chorlied, Seite 2: Lieder der Völker und Nationen, KME 508, Aufnahme: Eupen, November 1971 (in Zusammenarbeit mit dem Kulturministerium, Kulturamt für die deutschsprachige Gegend)
- Europäische Jagdmusik (alternierend mit Rallye Trompes de l’Hertogenwald),  unter Jean-Marie Cremer, CD 1989
- Des Gesanges Herzensgabe unter Jean-Marie Cremer, CD 1990
- Leise klingen Himmelslieder unter Jean-Marie Cremer, CD 1993
- Ernste und heitere Festgesänge unter Ludo Claesen,  CD 2001